# (990) Yerkes

(990) Yerkes est un astéroïde de la ceinture principale découvert le 23 novembre 1922 par l'astronome belgo-américain George Van Biesbroeck.

Sa désignation provisoire était 1922 MZ.